# ガンマフィールド
ガンマフィールド（ガンマーフィールド）とは第二次世界大戦後の東西冷戦下において核戦争による放射線が植物に及ぼす影響を調査するために設置された軍事施設である。
1946年にアメリカ合衆国に設立されたブルックヘブン国立研究所内に1948年に世界初のガンマフィールドが設置された。アメリカは世界各国に同目的のためにガンマフィールドを輸出した。アメリカは日本に対して無償でブルックヘブンと同じ装置の貸与を提案したが、日本が望んでいたのは放射線照射による突然変異を利用した植物の品種改良のための施設であり、線源の強度などが目的と合致しなかったために独自で開発したガンマフィールドを建設した。

## 放射線育種場
放射線を使った品種改良は、Radiation Breeding と呼ばれ、突然変異育種の一種である。X線を使った方法はミズーリ大学コロンビア校のルイス・シュダットラーが1920年代にトウモロコシと大麦に使用したのが始まりである。その研究結果は、1928年に植物に対する放射線による突然変異誘発として発表された。その後、ガンマ線やＸ線を用いた方法が行われてきた。
こういった実験場を、英語では Atomic garden と呼び、それらの運用をAtomic gardeningと呼ぶ。
手法
一般的に放射線源としてコバルト60が用いられ、それらを植物に当てて突然変異を誘発させる。宇宙線に当てるために軌道上に打ち上げる。
デメリット
- 目的外の突然変異が行われ、有害な染色体異常も引き起こされる。
- 原子力を利用する事に対する民衆の拒否感[3]

代替手段
いろいろ問題があったので、代わりの手法として 化学的突然変異誘発（chemical mutagen） が発明された。しかし、植物に対する最適な薬剤の研究にコストや労力が見合わず、有効性も高くないので活用は盛んではない。また、ウイルスを用いた目的の遺伝子のみを組み替える遺伝子組み換え作物の研究とも対比される。そして、それらの活用が盛んになると共に、放射線による突然変異に対する安全性・規制などの議論も活発になっている。